# Ígor Belkóvich
Ígor Vladimírovich Belkóvich (en ruso: Игорь Владимирович Белькович) (también conocido como Igor Bel'kovich) (2 de octubrejul./ 15 de octubre de 1904greg.; 30 de mayo de 1949) fue un astrónomo ruso que desarrolló su trabajo durante la etapa soviética.

## Semblanza
Belkóvich pertenecía a una antigua familia de la nobleza. Pasó su infancia en el pueblo de Nadezhdino en Lais. En 1922 se graduó en la escuela de comercio de Kazán y se inscribió en la Facultad de Física y Matemáticas de la Universidad del Estado. En 1927, después de graduarse en la universidad, recibió el título de doctor en astronomía.
En 1928 se unió al Observatorio Astronómico V. P. Enguelgardt de la Universidad de Kazán. En 1931-1948 ideó un dispositivo de observación heliométrica y realizó una nueva serie de 247 mediciones del cráter lunar Mösting, cuyo cráter satélite Mösting A sirve de referencia para fijar el meridiano cero del sistema de coordenadas selenográficas. Junto con Avenir Yakovkin mejoró el método de reducción en las observaciones heliométricas.
Belkóvich estudió la forma de la luna, considerando por separado los radios derivados a partir de observaciones heliométricas orientales y occidentales de los bordes del disco lunar, deduciendo que la Luna tiene una forma aparente diferente para distintos valores de la libración óptica.
Su hijo Oleg Ígorevich Belkóvich es también astrónomo.

## Reconocimientos
- El cráter lunar Bel'kovich lleva este nombre en su honor.[2]